# Russ Tamblyn
Pour les articles homonymes, voir Tamblyn.
Russell Irving Tamblyn est un acteur et danseur américain né le 30 décembre 1934. Tamblyn est principalement connu pour ses performances dans le film Les Aventures de Tom Pouce de 1958, et pour le rôle de Riff, le leader du gang des Jets, dans le film West Side Story de 1961. Il est aussi connu pour ses apparitions dans des films tels que Les Sept Femmes de Barbe-Rousse, La Guerre des monstres, Les Plaisirs de l'enfer et La Maison du Diable et plus récemment, pour sa représentation du Dr. Lawrence Jacoby dans la série télévisée Twin Peaks.

## Biographie

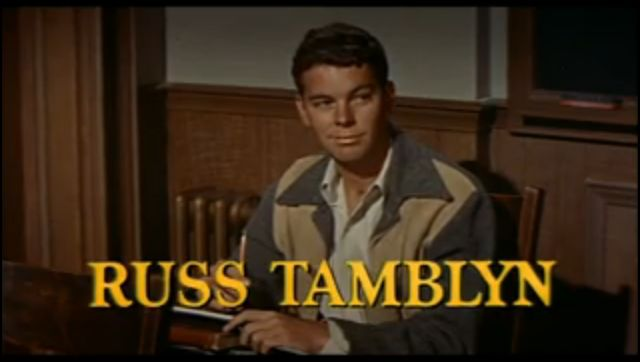
Russ Tamblyn dans Les Plaisirs de l'Enfer (1957)

Tamblyn est né à Los Angeles (Californie). Il est le fils des acteurs Sally Aileen (1912-1995) et Eddie Tamblyn (1908-1957). Il est le frère aîné de Larry Tamblyn, l'un des membres du groupe de garage rock The Standells.
Découvert à l'âge de 10 ans par l'acteur Lloyd Bridges après avoir joué dans une pièce, Tamblyn apparaît pour la première fois dans le film Le Garçon aux cheveux verts de 1948. Il est également apparu dans The Ed Sullivan Show, lorsqu'il était enfant.
Tamblyn a ensuite interprété le jeune Saül dans la version de Cecil B. DeMille du film Samson et Dalila de 1949. En 1950, il joue une version plus jeune du personnage de John Dall dans le film noir Le Démon des armes. La même année, il obtient un rôle mineur dans Le Père de la mariée où il joue le jeune frère d'Elizabeth Taylor, ainsi que dans la suite Allons donc, papa !, sorti l'année suivante. En 1953, il joue un jeune soldat en camp d'entraînement dans Sergent la Terreur. Son entrainement de gymnastique au lycée, ainsi que son habileté en acrobatie l'ont préparé au rôle de Gideon pour Les Sept Femmes de Barbe-Rousse en 1954. Il apparaît aux côtés de Glenn Ford et Broderick Crawford dans La première balle tue (1956) où il réalisera une extraordinaire danse américaine folklorique au début du film. Bien que non-crédité, il servit de chorégraphe pour Elvis Presley dans Le Rock du bagne (Jailhouse Rock) en 1957. La même année, Tamblyn joue le personnage de Norman Paige dans Les Plaisirs de l'enfer, pour lequel il sera nommé pour l'Oscar du meilleur acteur dans un second rôle. Tamblyn joue le rôle de Tony Baker dans Jeunesse droguée (1958). Ses performances dans des films musicaux lui ont permis d'obtenir le premier rôle dans Les Aventures de Tom Pouce (1958) ainsi que le rôle de Danny, l'un des marins, dans la version de 1955 du film La Fille de l'amiral. Son plus célèbre rôle dans un film musical est celui de Riff, le leader des Jets, dans West Side Story (1961).
En 1960, il joue le Cherokee Kid dans La Ruée vers l'Ouest. En 1962, il apparaît dans les films Les Amours enchantés et La Conquête de l'Ouest de MGM-Cinérama. L'année suivante, il joue Orm dans Les Drakkars, Luke Sanderson dans La Maison du diable et le Lieutenant Wadsworth « Smitty » Smith dans En suivant mon cœur. En 1966, Tamblyn joue dans le film kaijū japonais La Guerre des monstres. Il apparaît dans le film d'horreur Necromancer (1988).
Tamblyn joue le rôle du chanteur et guitariste canadien Neil Young dans Human Highway (1982) où il sera aussi crédité pour le scénario et les chorégraphies. Tamblyn est crédité en tant que réalisateur, chorégraphe et acteur pour le Neil Young's Greendale concert tour. En 2011, il joue « Doc » dans le thriller noir américain Drive.
Le Academy Film Archive conserve les films First Film et Rio Reel de Tamblyn.

## Vie privée
Il a été marié trois fois et a eu deux filles de ses deuxième et troisième mariages.
Sa fille l'actrice Amber Tamblyn a joué dans les séries télévisées Le Monde de Joan et Mon oncle Charlie. Russ et Amber ont tous deux joué dans Rebellious, Johnny Mysto: Boy Wizard et dans The Increasingly Poor Decisions of Todd Margaret. Ils ont tous deux fait un caméo pour Django Unchained de Quentin Tarantino dans les rôles du fils d'un gunfighter et la petite-fille d'un gunfighter, une allusion au rôle principal de Russ dans le western Le Fils d'un Gunfighter (1965).
Actuellement, il travaille sur son autobiographie nommée Dancing On The Edge. Selon le site officiel de l'acteur, il va bientôt terminer d'écrire son livre et vient tout juste de finir le chapitre relatant son expérience durant le film West Side Story.
Tamblyn a subi une opération à cœur ouvert en octobre 2014. Il y aurait eu des complications à la suite de l'opération et durant sa période de réhabilitation. Sa santé se serait améliorée depuis février 2015.

## Filmographie partielle
- 1948 : Le Garçon aux cheveux verts (The Boy with Green Hair) de Joseph Losey
- 1949 : Le Livre noir (Reign of Terror ou The Black Book) d'Anthony Mann
- 1949 : Samson et Dalila (Samson and Delilah) de Cecil B. DeMille
- 1950 : Le Père de la mariée (Father of the Bride) de Vincente Minnelli
- 1950 : Le Démon des armes (Deadly is the Female) de Joseph H. Lewis
- 1951 : Allons donc, papa ! (Father's Little Dividend de Vincente Minnelli
- 1951 : Rendez-moi ma femme (As Young as You Feel) de Harmon Jones
- 1952 : The Winning Team de Lewis Seiler
- 1953 : Sergent la Terreur (Take the high ground) de Richard Brooks
- 1954 : Les Sept Femmes de Barbe-Rousse (Seven Brides for Seven Brothers) de Stanley Donen
- 1955 : La Fille de l'amiral (Hit the Deck) de Roy Rowland
- 1955 : L'Aventure fantastique (Many Rivers to Cross) de Roy Rowland
- 1956 : La Dernière chasse (The Last hunt) de Richard Brooks
- 1956 : La première balle tue (The Fastest Gun Alive) de Russell Rouse
- 1957 : Les Plaisirs de l'enfer (Peyton Place), de Mark Robson
- 1957 : Prenez garde à la flotte (Don't Go Near the Water) de Charles Walters
- 1958 : Les Aventures de Tom Pouce (Tom Thumb) de George Pal
- 1958 : Jeunesse droguée (High School Confidential) de Jack Arnold
- 1960 : La Ruée vers l'Ouest (Cimarron) de Anthony Mann
- 1961 : West Side Story de Robert Wise
- 1962 : Les Amours enchantées (The Wonderful World of the Brothers Grimm) de Henry Levin et George Pal
- 1962 : La Conquête de l'Ouest (How The West Was Won) de John Ford et Henry Hathaway
- 1963 : La Maison du diable (The Haunting) de Robert Wise
- 1964 : Les Drakkars (The Long ships) de Jack Cardiff
- 1966 : La Guerre des monstres (The War of the Gargantuas) de Ishirō Honda
- 1971 : Dracula contre Frankenstein (Dracula vs. Frankenstein) d'Al Adamson
- 1971 : The Last Movie de Dennis Hopper
- 1982 : Human Highway de Dean Stockwell
- 1990 : Mystères à Twin Peaks de David Lynch (TV) : Dr. Lawrence Jacoby
- 1990 : Code Quantum (TV) : Bert Glasserman (saison 2, épisode 7 Un seul être vous manque)
- 1992 : Twin Peaks: Fire Walk with Me de David Lynch : Dr. Lawrence Jacoby
- 1994 : Babylon 5 (TV)
- 2012 : Django Unchained de Quentin Tarantino : le fils d'un gunfighter
- 2017 : Twin Peaks (saison 3) : Dr. Lawrence Jacoby